# Die Katakombe
Die Katakombe è un cabaret politico-letterario di Berlino che restò attivo dal 1929 al 1935.

## Storia
Venne fondato da Werner Finck, Hans Deppe, R.A. Stemmle e altri nel seminterrato dell'Associazione degli Artisti al 3 di Bellevuestraße. Tra gli artisti che vi si esibirono, ci furono Rudolf Platte, Theo Lingen, Ursula Herking, Isa Vermehren, Ernst Busch, Hanns Eisler, Erich Kästner, Ivo Veit ed Erik Ode.
Werner Finck fungeva da maestro di cerimonia, unendo con i suoi interventi le varie scenette e le parodie. Tuttavia, dopo un anno dall'apertura, vi furono dei dissapori dovuti a motivi politici, tanto che Busch e Eisler si ritirarono. Anche la sede venne cambiata. Dopo la salita al governo dei nazisti il 30 gennaio 1933, tra il pubblico del cabaret si mischiavano ogni sera appartenenti alla polizia segreta per tenere d'occhio gli spettacoli che, se anche non affrontavano temi politici, erano sempre considerati sospetti.
Il cabaret fu chiuso per ordine di Joseph Goebbels il 10 maggio 1935. Finck fu arrestato e, per un periodo di sei settimane venne tenuto nel campo di concentramento di Esterwegen, dove si trovavano anche Carl von Ossietzky e Julius Leber. Gli attori che, nel frattempo continuarono a esibirsi, furono liberati grazie a Käthe Dorsch, un'attrice che riuscì a intercedere per loro presso Hermann Göring, avversario politico di Goebbels.